# FOOTBALL CX
FOOTBALL CX（フットボール・シーエックス）は、フジテレビで放送されていたヨーロッパサッカーの関連番組。

## 概略
前身は1994~95シーズンから数シーズン放送された『セリエAダイジェスト』。この当時は毎週の放送で、週末のセリエAの試合、特に日本人選手の活躍や注目のチームにスポットライトを当てて特集していた。その後イングランド・プレミアリーグの中継が始まったのを機にタイトルが「FOOTBALL EX」に改められ、月1回程度の放送となった（現在はチャンピオンズリーグが開催された週の土曜深夜=日曜未明に「CLダイジェスト」として放送し、注目のカード約2試合ほど西岡孝洋アナの実況でダイジェストとして、それ以外の試合は得点シーンのみのダイジェスト（ナレーションは青嶋達也アナ）として60分番組としてO.Aされている）。2004-05シーズンよりこのタイトルとなる。
番組ではイタリア、イングランドと、スペインのリーガ・エスパニョーラの月刊ダイジェストを中心に、ヨーロッパチャンピオンズリーグの話題にも触れている。なおシーズンオフには『サッカー小僧』が放送されていた。
2006年1月からはドイツワールドカップへ向けた情報を折込んだ日曜日の月1回の番組を「明石家さんまのFOOTBALL CX」として放送した。
ちなみにこの番組はゴールデンタイムで放送したことは無いが2007年5月3日に初めて昼間に放送された。
番組は2009年に放送終了し、同年11月からFOOTBALL DX(フットボールデラックス)にリニューアルした。

## 出演者
☆はフジテレビアナウンサー（放送当時。その後退社・異動した者も含む）
- ジョン・カビラ（フリーアナウンサー） - 司会・実況を担当
- 本田朋子（☆） - 司会を担当
- 青嶋達也（☆） - インタビュアー・リポーターとして出演することも
- 中井和哉（声優） - 主にナレーションを担当
- 石川英郎（声優） - 主にナレーションを担当
- エリーローズ（モデル・タレント） - 2008年9月21日より「CLダイジェスト」司会・リポーター
- 内田恭子（☆） - 番組内コーナー「FOOT MASSAGE CX」担当。トニー・クロスビー、パンツェッタ・ジローラモとの雑談
- 中野美奈子（☆） - 番組内コーナー「HAPPY BIRTHDAY」担当。当初は中野アナが一人で担当していたこともあったが、途中から後輩の長野アナと二人で担当していた
- 長野翼（☆） - 番組内コーナー「HAPPY BIRTHDAY」担当。ヨーロッパ全体のダイジェストを扱っていた時代にはブンデスリーガのダイジェストのナレーションを担当
- 西山喜久恵（☆） - ナレーション担当
- 西岡孝洋（☆）
- 長坂哲夫（☆）
- 松尾翠（☆） - 「FOOTBALL CXダイジェスト」担当
- トニー・クロスビー（ファッションスタイリスト） - 「FOOTBALL CXダイジェスト」担当
- パンツェッタ・ジローラモ（エッセイスト） - 「FOOTBALL CXダイジェスト」担当

## 関連番組
- セリエAダイジェスト
- FOOTBALL EX
- さんまの天国と地獄
- FOOTBALL DX
- MONDAY FOOTBALL R